# Yelbes
Yelbes est une localité espagnole située en Estrémadure dans la province de Badajoz.
C'est un village situé sur le territoire communal de Medellín.
Excentré à l'ouest de la municipalité, il n'est qu'à 6 km au sud de Santa Amalia, le chef-lieu de la municipalité voisine, alors qu'il est à 7 km du centre de Medellín.
Sa fondation date du plan Badajoz, dans les années 1960, plus précisément de 1964 ou 1969 selon les sources,,[à vérifier]. 
C’est une paroisse indépendante et la seconde localité la plus habitée de la municipalité de Medellín après le chef-lieu[réf. souhaitée] .